# 5583 Braunerová
5583 Braunerová eller 1989 EY1 är en asteroid i huvudbältet som upptäcktes den 5 mars 1989 av den tjeckiske astronomen Antonín Mrkos vid Kleť-observatoriet i Tjeckien. Den är uppkallad efter den tjeckiska målaren Zdenka Braunerová.
Asteroiden har en diameter på ungefär 8 kilometer och den tillhör asteroidgruppen Koronis.